# Trịnh Sâm
 (octobre 2018).
Si vous disposez d'ouvrages ou d'articles de référence ou si vous connaissez des sites web de qualité traitant du thème abordé ici, merci de compléter l'article en donnant les références utiles à sa vérifiabilité et en les liant à la section « Notes et références ».
Trịnh Sâm (9 février 1739 - 13 septembre 1782), connu également sous le nom du prince Tinh Do (vietnamien : Tĩnh Đô Vương), est le maires du palais du Đại Việt (ancêtre du Viêt Nam) de la dynastie Lê et chef de la famille des Trịnh. Il règne de 1767 à 1782.

## Empereur
- Lê Hiển Tông